# Longueil-Sainte-Marie
Longueil-Sainte-Marie é uma comuna francesa na região administrativa de Altos da França, no departamento de Oise. Estende-se por uma área de 17 km². Em 2010 a comuna tinha 1 958 habitantes (densidade: 115,2 hab./km²).